# 堀瑞輝
堀 瑞輝（ほり みずき、1998年5月10日 - ）は、広島県呉市出身のプロ野球選手（投手）。左投左打。北海道日本ハムファイターズ所属。

## 経歴

### プロ入り前
小学校2年生の時に軟式野球を始め、呉市立昭和中学校で軟式野球部で投手兼外野手としてプレー。広島新庄高校では1年生の夏からベンチ入りし、2年生の夏に、チーム初の甲子園に出場する。3年生の夏にも甲子園で登板する。3年生の秋には、第11回 BFA U-18アジア選手権大会で日本代表のエースとして、チームは優勝する。いわて国体ではストレートで自己最速の150km/hを記録した。
2016年10月20日に行われたドラフト会議では、北海道日本ハムファイターズから1位指名を受け、契約金7000万円、年俸750万円（金額は推定）で入団した。背番号は34。

### 日本ハム時代
2017年は8月9日に初めて一軍へ昇格すると、同日の東北楽天ゴールデンイーグルス戦でプロ初登板を果たし、1回を三者凡退に抑えた。その後シーズン終盤の先発デビューを見据え、同18日に登録抹消。二軍での先発調整を経て、9月29日の楽天戦でプロ初先発し、この試合はNPBの一軍公式戦では28年ぶり、パ・リーグでは33年ぶりとなる高卒新人投手による先発対決となった。結果は5回1失点と好投したものの、打線の援護が無くプロ初黒星を喫した。ルーキーイヤーは4試合（1先発）の一軍登板で0勝1敗・防御率3.38を記録。シーズン終了後に東京ドームで開催された第1回アジアプロ野球チャンピオンシップの日本代表に選出され、全25選手のうち唯一の高卒1年目での選出となった。

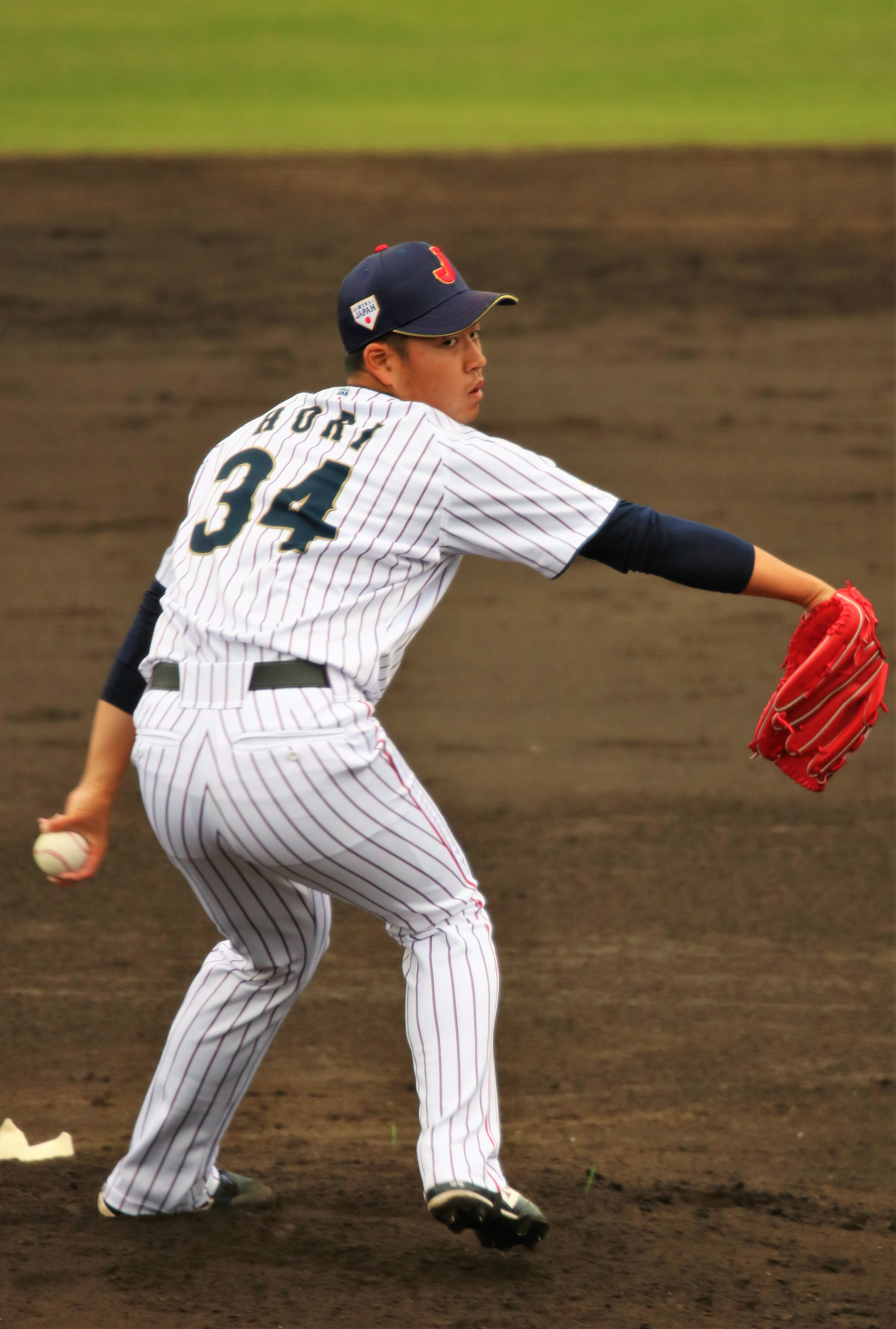
侍ジャパン壮行試合
（2017年11月13日 SOKKENスタジアムにて）

11月16日の韓国との第1戦では延長10回表二死一・二塁の場面から登板し、無失点で凌ぐと直後にチームがサヨナラ勝ちを収め勝利投手となった。オフに50万円増となる推定年俸800万円で契約を更改した。
2018年はシーズン開幕前の侍ジャパン強化試合「ENEOS 侍ジャパンシリーズ 2018」の日本代表に選出された。代表では中継ぎを務めながら開幕ローテーション入りを目指したが、開幕は二軍スタートとなった。イースタン・リーグでは5月度の月間MVPを受賞するなど結果を残し、6月6日に中継ぎとして一軍へ昇格したものの、左太もも肉離れで登板機会がないまま翌7日に登録を抹消された。7月28日のオリックス・バファローズ戦で先発として一軍復帰を果たし、5回1/3を2安打無失点の好投でプロ初勝利を挙げた。その後は先発ローテーションの一角を担ったが、5回途中7失点を喫した9月19日の埼玉西武ライオンズ戦を最後にリリーフに配置転換され、10月1日の西武戦でプロ初ホールド、同11日の千葉ロッテマリーンズ戦でプロ初セーブを挙げた。この年は10試合（6先発）の登板で2勝3敗1ホールド1セーブ・防御率5.86を記録し、オフに160万円増となる推定年俸960万円で契約を更改した。
2019年は4月5日に中継ぎとして一軍へ昇格。5月1日の西武戦ではオープナーを日本流にアレンジしたショートスターターとして先発し、2回1/3を1失点に抑えてチームの勝利に貢献すると、以降は中継ぎ、ショートスターター、オープナーと様々な役割を任された。この年は53試合の登板で4勝4敗5ホールド1セーブ・防御率5.22という成績であったが、ショートスターター・オープナーとしての先発を10試合こなしたことが高く評価され、契約更改では1140万円増の推定年俸2100万円でサインをした。
2020年は新型コロナウイルスの影響で120試合制の短縮シーズンとなり、開幕も6月に延期されたが、中継ぎとして自身初の開幕一軍入りを果たした。7月に背中の張りで離脱した期間もあったが、この年は45試合の登板で2勝1敗14ホールド1セーブ・防御率4.19を記録し、オフに700万円増となる推定年俸2800万円で契約を更改した。
2021年も中継ぎとして開幕一軍入りを果たすとシーズンを通して一軍に帯同し、チーム最多の60試合に登板。与四球率は5.06と制球が乱れる場面も少なくなかったが、左打者に対しては被打率.165で被本塁打0と役割を果たし、3勝2敗39ホールド・防御率2.36を記録。リーグ最多の42ホールドポイントで初のタイトルとなる最優秀中継ぎ投手を獲得した。オフに3200万円増となる推定年俸6000万円で契約を更改した。
2022年は3年連続で開幕一軍入りし、福岡ソフトバンクホークスとの開幕戦では翌3月26日の予告先発であることが発表された後、5番手として7回裏から登板し、1イニングを無失点。翌日の同カードではオープナーとして2年ぶりに先発マウンドに上がり、1回1安打2奪三振無失点に抑えた。その後は8回のセットアッパーを務めていたが、4月27日のオリックス戦で1/3回を2失点でシーズン初黒星を喫すると、以降は不安定な投球が目立った。交流戦に入ると投球内容が悪化し、東京ヤクルトスワローズとの3連戦では2日続けて1点差の8回裏に登板し、いずれも1失点で救援失敗。阪神タイガースとの3連戦では初戦に登板し、1/3回を4失点で敗戦投手。第3戦では2/3回で3失点を喫し、7回のセットアッパーに配置転換された。しかし、6月8日の横浜DeNAベイスターズ戦で3点リードの7回裏に登板するも、一死しか奪えずに3安打1失点で降板となり、翌9日に出場選手登録を抹消された。6月21日に再登録されると、同26日のソフトバンク戦ではシーズン初セーブを挙げるなど、11試合連続無失点を記録したものの、7月27日に新型コロナウイルスに感染してしまい、戦線離脱。8月18日の二軍戦で実戦復帰、同26日に一軍復帰を果たしたが、5月に痛みを感じたという左肩痛を抱えながら投球を続けており、9月だけで3度の敗戦投手と本来の投球からは程遠い状態で9月21日に出場選手登録を抹消された。抹消後はノースロー調整が続き、この年は41試合の登板で1勝5敗11ホールド5セーブ・防御率5.82という成績に終わった。オフに500万円減となる推定年俸5500万円で契約を更改した。
2023年は3月31日の二軍戦で実戦復帰を果たし、4月25日に出場選手登録。同日のオリックス戦でシーズン初登板となり、1イニングを三者凡退に抑えるも、最速は143km/hにとどまった。後に本人は「肩をかばって結局、調子を上げられなかった。何をしても球速が上がらない。自分の思った球が投げられない。原因も分からない」と話し、5試合の登板で防御率9.00と振るわず、5月7日に登録抹消。「どうしても、肩をかばって投げるクセがついてしまっていたので」と6月後半からは実戦を離れて投球フォームの再構築に着手するも、その過程で右脇腹を痛めてしまい、実戦復帰は9月まで遅れた。抹消後の一軍再昇格を果たせずにシーズンを終え、オフに1300万円減となる推定年俸4200万円で契約を更改した。
2024年は春季キャンプを一軍でスタートしたが、2月23日のサムスン・ライオンズとの練習試合で1回3安打2四死球3失点の乱調。同26日から二軍へ合流となり、そのまま開幕を二軍で迎えた。5月7日に出場選手登録されたが、同22日のオリックス戦で4点リードの8回表から登板し、1アウトも奪えずに同点満塁本塁打を被弾し、翌23日に登録抹消。その後は9月3日に再登録されるも、CS期間中の10月15日に登録抹消となり、シーズンを終えた。この年は、二軍では28登板で防御率2.73、26回1/3を投げて被本塁打3・与四球6という成績であった一方、一軍では10登板で防御率8.64、8回1/3を投げて被本塁打2・与四球4。9月14日の楽天戦では、安打と四球でピンチを招いて浅村栄斗に3点本塁打を被弾し、試合後に新庄剛志監督から「ファームの時の腕の振りと全く違うんすよ。メンタルですね、これは。『ストライク投げないといけない』ってボールを押すような、毎回同じ繰り返しをしてたら本当に信用なくなるし」と指摘された。

## 選手としての特徴
サイド気味のスリークォーターからストレート・スライダー・チェンジアップを投げる。実戦で用いる球種こそ少ないものの、いずれの球も被打率は低く、一定以上の質を備えているのが特徴。
高校時代には最速150km/hを記録する。一番の武器はスライダーであり、本人も「一番自信がある」と話している。

## 詳細情報

### 年度別投手成績
| 年 度     | 球 団     | 登 板 | 先 発 | 完 投 | 完 封 | 無 四 球 | 勝 利 | 敗 戦 | セ 丨 ブ | ホ 丨 ル ド | 勝 率 | 打 者 | 投 球 回 | 被 安 打 | 被 本 塁 打 | 与 四 球 | 敬 遠 | 与 死 球 | 奪 三 振 | 暴 投 | ボ 丨 ク | 失 点 | 自 責 点 | 防 御 率 | W H I P |
| --------- | --------- | ----- | ----- | ----- | ----- | -------- | ----- | ----- | -------- | ----------- | ----- | ----- | -------- | -------- | ----------- | -------- | ----- | -------- | -------- | ----- | -------- | ----- | -------- | -------- | ------- |
| 2017      | 日本ハム  | 4     | 1     | 0     | 0     | 0        | 0     | 1     | 0        | 0           | .000  | 31    | 8.0      | 8        | 3           | 1        | 0     | 0        | 7        | 0     | 0        | 3     | 3        | 3.38     | 1.13    |
| 2018      | 日本ハム  | 10    | 6     | 0     | 0     | 0        | 2     | 3     | 1        | 1           | .400  | 154   | 35.1     | 33       | 9           | 17       | 0     | 3        | 28       | 2     | 0        | 23    | 23       | 5.86     | 1.42    |
| 2019      | 日本ハム  | 53    | 10    | 0     | 0     | 0        | 4     | 4     | 1        | 5           | .500  | 265   | 60.1     | 61       | 9           | 18       | 1     | 3        | 61       | 1     | 0        | 37    | 35       | 5.22     | 1.31    |
| 2020      | 日本ハム  | 45    | 0     | 0     | 0     | 0        | 2     | 1     | 1        | 14          | .667  | 173   | 38.2     | 30       | 2           | 22       | 0     | 6        | 45       | 0     | 0        | 20    | 18       | 4.19     | 1.34    |
| 2021      | 日本ハム  | 60    | 0     | 0     | 0     | 0        | 3     | 2     | 0        | 39          | .600  | 229   | 53.1     | 36       | 3           | 30       | 1     | 4        | 56       | 3     | 0        | 14    | 14       | 2.36     | 1.24    |
| 2022      | 日本ハム  | 41    | 1     | 0     | 0     | 0        | 1     | 5     | 5        | 11          | .167  | 160   | 34.0     | 41       | 4           | 16       | 0     | 3        | 34       | 0     | 0        | 23    | 22       | 5.82     | 1.68    |
| 2023      | 日本ハム  | 5     | 0     | 0     | 0     | 0        | 1     | 0     | 0        | 0           | 1.000 | 21    | 4.0      | 9        | 3           | 1        | 0     | 0        | 3        | 0     | 0        | 4     | 4        | 9.00     | 2.50    |
| 2024      | 日本ハム  | 10    | 0     | 0     | 0     | 0        | 0     | 0     | 0        | 0           | ----  | 42    | 8.1      | 12       | 2           | 4        | 0     | 1        | 14       | 0     | 0        | 9     | 8        | 8.64     | 1.85    |
| 通算：8年 | 通算：8年 | 228   | 18    | 0     | 0     | 0        | 13    | 16    | 8        | 70          | .448  | 1075  | 242.0    | 230      | 35          | 109      | 2     | 20       | 248      | 6     | 0        | 133   | 127      | 4.72     | 1.40    |

- 2024年度シーズン終了時
- 各年度の太字はリーグ最高

### 年度別守備成績
| 年 度 | 球 団    | 投手  | 投手  | 投手  | 投手  | 投手  | 投手     |
| 年 度 | 球 団    | 試 合 | 刺 殺 | 補 殺 | 失 策 | 併 殺 | 守 備 率 |
| ----- | -------- | ----- | ----- | ----- | ----- | ----- | -------- |
| 2017  | 日本ハム | 4     | 0     | 1     | 0     | 0     | 1.000    |
| 2018  | 日本ハム | 10    | 0     | 0     | 0     | 0     | ----     |
| 2019  | 日本ハム | 53    | 1     | 10    | 0     | 0     | 1.000    |
| 2020  | 日本ハム | 45    | 1     | 5     | 0     | 0     | 1.000    |
| 2021  | 日本ハム | 60    | 0     | 10    | 0     | 0     | 1.000    |
| 2022  | 日本ハム | 41    | 0     | 5     | 0     | 0     | 1.000    |
| 2023  | 日本ハム | 5     | 1     | 1     | 0     | 0     | 1.000    |
| 2024  | 日本ハム | 10    | 1     | 0     | 0     | 0     | 1.000    |
| 通算  | 通算     | 228   | 4     | 32    | 0     | 0     | 1.000    |

- 2024年度シーズン終了時

### タイトル
- 最優秀中継ぎ投手：1回（2021年）

### 記録
初記録
- 初登板：2017年8月9日、対東北楽天ゴールデンイーグルス14回戦（Koboパーク宮城）、6回裏に3番手で救援登板、1回無失点
- 初奪三振：同上、6回裏に阿部俊人から見逃し三振
- 初先発登板：2017年9月29日、対東北楽天ゴールデンイーグルス24回戦（札幌ドーム）、5回1失点で敗戦投手
- 初勝利・初先発勝利：2018年7月28日、対オリックス・バファローズ16回戦（札幌ドーム）、5回1/3を2安打無失点
- 初ホールド：2018年10月1日、対埼玉西武ライオンズ23回戦（札幌ドーム）、8回表に2番手で救援登板、1回無失点
- 初セーブ：2018年10月11日、対千葉ロッテマリーンズ25回戦（札幌ドーム）、9回表に5番手で救援登板・完了、1回無失点

その他の記録
- 1球セーブ：2022年6月26日、対福岡ソフトバンクホークス12回戦（福岡PayPayドーム）、10回裏二死に7番手で救援登板・完了、1/3回無失点 ※史上64人目70度目

### 背番号
- 34（2017年 - ）

### 代表歴
- 2017 アジア プロ野球チャンピオンシップ 日本代表